# Ratt
A Ratt egy amerikai együttes. Eredetileg Mickey Ratt néven kezdtek, melyhez az ötletet a Mickey Mouse (Mickey egér) adta, később azonban elhagyták a Mickey előtagot. Koncertjeik, zenéjük és megjelenésük miatt a glam metal stílusba sorolják a zenekart. 1976-ban a kaliforniai San Diego városban jött létre a csapat.
Zenei stílusuk szerint a hard rock és a heavy metal stílusokhoz tartoznak. A glames külsőségeiket olyan példaképeik inspirálták, mint az Aerosmith, a Sweet, a és a KISS.
A zenekarnak több olyan tagja (vagy esetleg korábbi tagja) van, akik vagy később, vagy már a Ratthez csatlakozásuk előtt is híresebb zenekarban játszottak, vagy elismert zenésznek számítottak. Ilyen például Carlos Cavazo ritmusgitáros is, aki a Quiet Riot tagja volt 1982 és 2004 között. John Corabi pedig a Mötley Crüe tagja is volt, valamint az ESP gitáros/énekese. Keri Kelli pedig a rock-legenda Alice Cooper gitárosa.
Bár a zenekarban rengetegen megfordultak, a klasszikus felállás 1982-től 1991-ig, Robbin Crosby tragikus haláláig tartott. Ezen felállás tagjai: Stephen Pearcy, Warren DeMartini, Robbin Crosby, Juan Croucier, Bobby Blotzer voltak.
A zenekar ismertebb számai: "Round and Round", "Lay It Down", "Heads I Win, Tails You Lose", "Wanted Man", "You're In Love", "Back for More". Valamint Keanu Reeves Holtpont c. filmjének főcímdalát, a "Nobody Rides For Free"-t is ők készítették.

## Az együttes tagjai

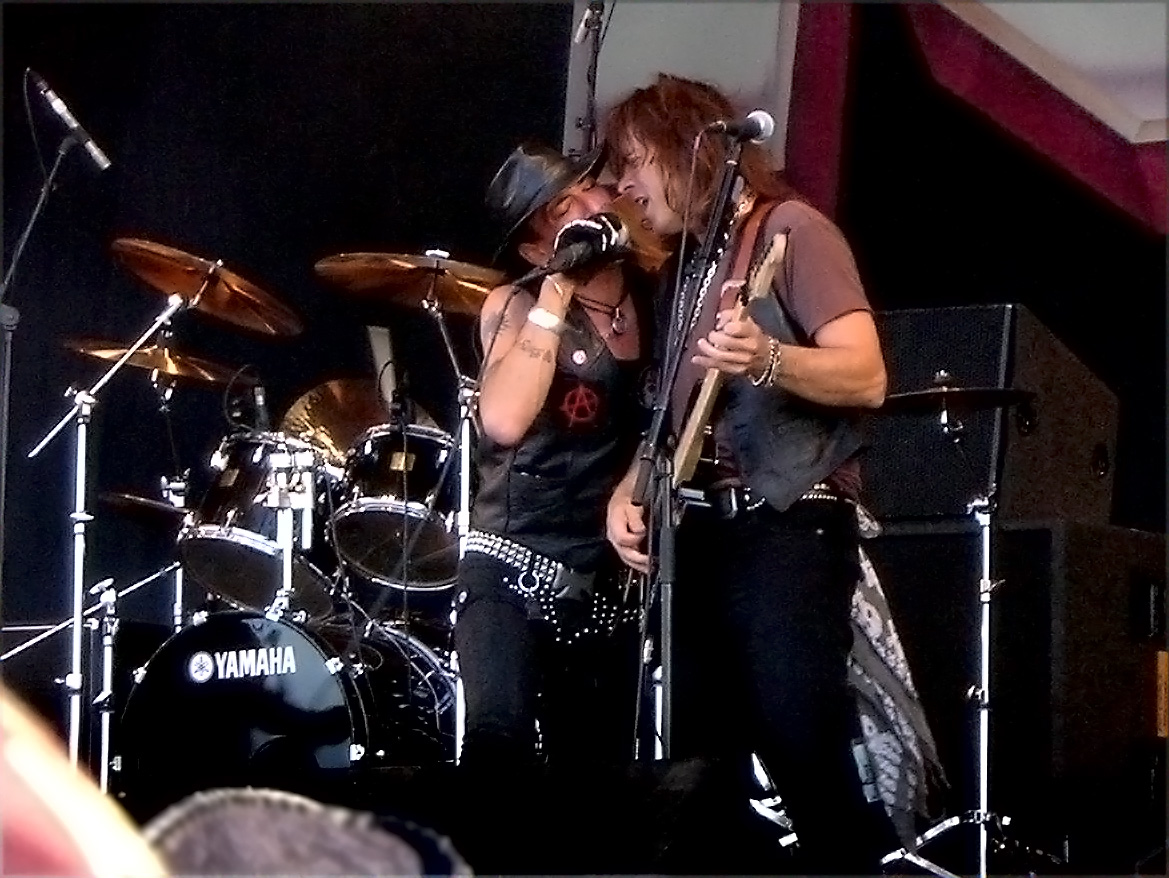
Ratt koncert a 2008-as Sweden Rock Festivalon.

### Jelenlegi tagok
- Warren DeMartini – gitár, háttérének (1981–1992, 1996 – )
- Juan Croucier – basszusgitár, háttérének (1982–1983, 1983-1992, 2012 – )
- Bobby Blotzer – dobok, ütőhangszerek (1982–1992, 1996 – )
- Carlos Cavazo - gitár, háttérének (2008 – )

### Korábbi tagok
- Stephen Pearcy – ének (1976–1992, 1996–2000, 2006–2014)
- Robbin Crosby – gitár, háttérének (1981–1991)
- Robbie Crane – basszusgitár, háttérének (1996–2012)
- Jizzy Pearl – ének (2000–2006)
- Tommy Asakawa – gitár (1976)
- Chris Hager – gitár, háttérének (1976–1981)
- Matt Thorr – basszusgitár, háttérének (1976–1982)
- John Turner – dobok, ütőhangszerek (1978–1981)
- Tim Garcia – basszusgitár, háttérének (1978–1981)
- Bob Eisenberg – dobok, ütőhangszerek (1978–1980)
- Paul DeNisco – gitár, háttérének (1980)
- Clifford Schuchart
- Mike Suter
- Rob Klima
- Paul Lasker
- Mike Lewis
- Dave Thumb
- Jake E. Lee – gitár, háttérének (1980–1981)
- Dave Jellison – basszusgitár, háttérének (1980–1981)
- Bob DeLellis – gitár, háttérének (1981)
- Mike New – basszusgitár, háttérének (1982)
- Marq Torien – gitár, háttérének (1982)
- Joey Cristofanilli – bass, backing vocals (1983)
- Michael Schenker1 – gitár, háttérének (1991–1992)
- Johnny- billentyűs hangszer (1991)
- Keri Kelli – gitár, háttérének (1999–2000)

### Helyettesítő/ideiglenes zenészek
- Bob Marks – dobok, ütőhangszerek (1976–1980)
- Seth Faver – dobok, ütőhangszerek (1980)
- Dave De Ellis – gitár, háttérének (1981)
- Gene Hunter – basszusgitár, háttérének (1981–1982)
- Khurt Maier – dobok, ütőhangszerek (1981–1982)
- Jimmy DeGrasso – dobok, ütőhangszerek (2014)

## Diszkográfia
- Ratt EP (1983)
- Out of the Cellar (1984)
- Invasion of Your Privacy (1985)
- Dancing Undercover (1986)
- Reach for the Sky (1988)
- Detonator (1990)
- Collage (1997)
- Ratt (1999)
- Infestation (2010)